# Салимгарх

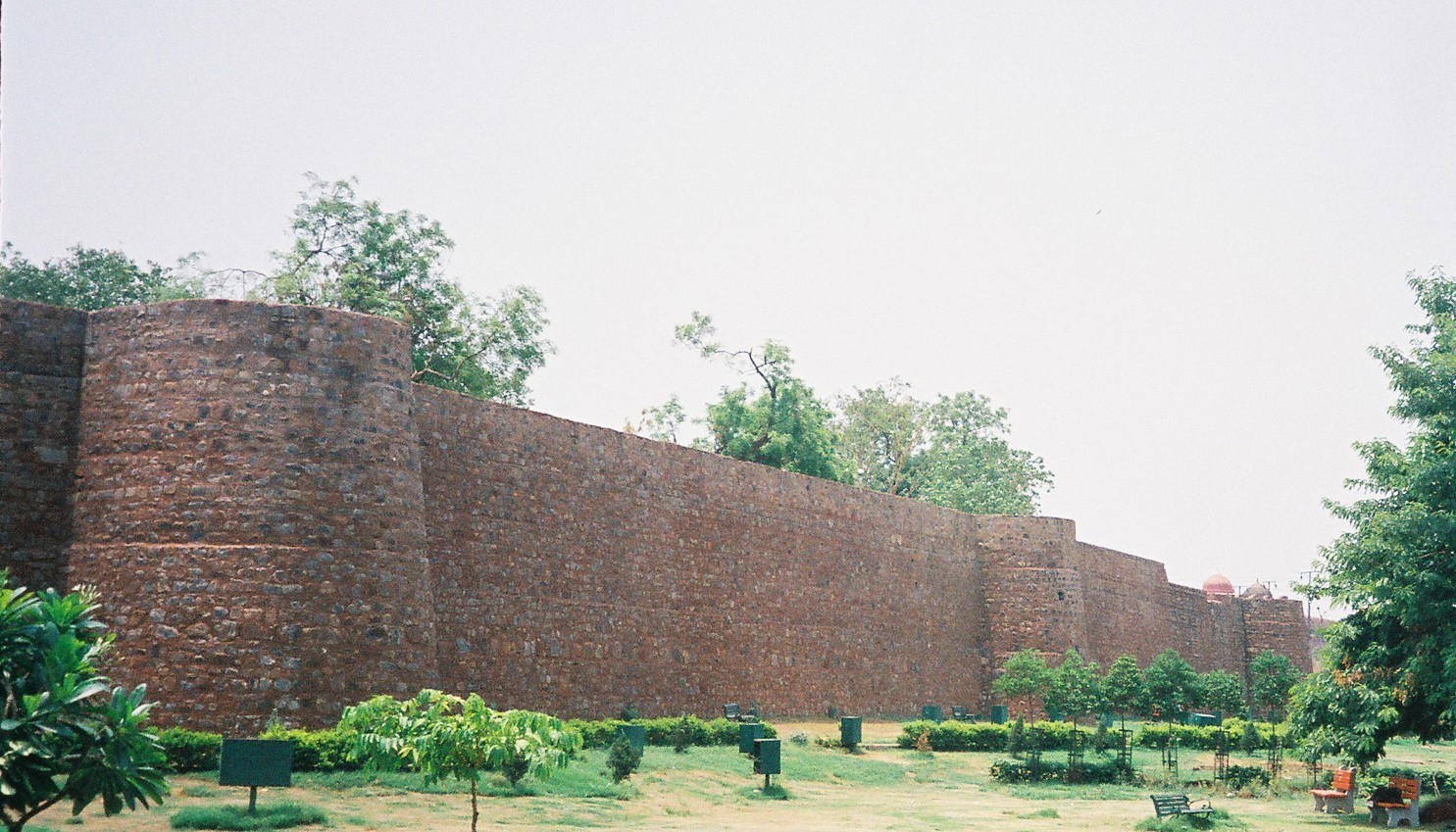
Форт Салимгарх в наше время. 2009 год.

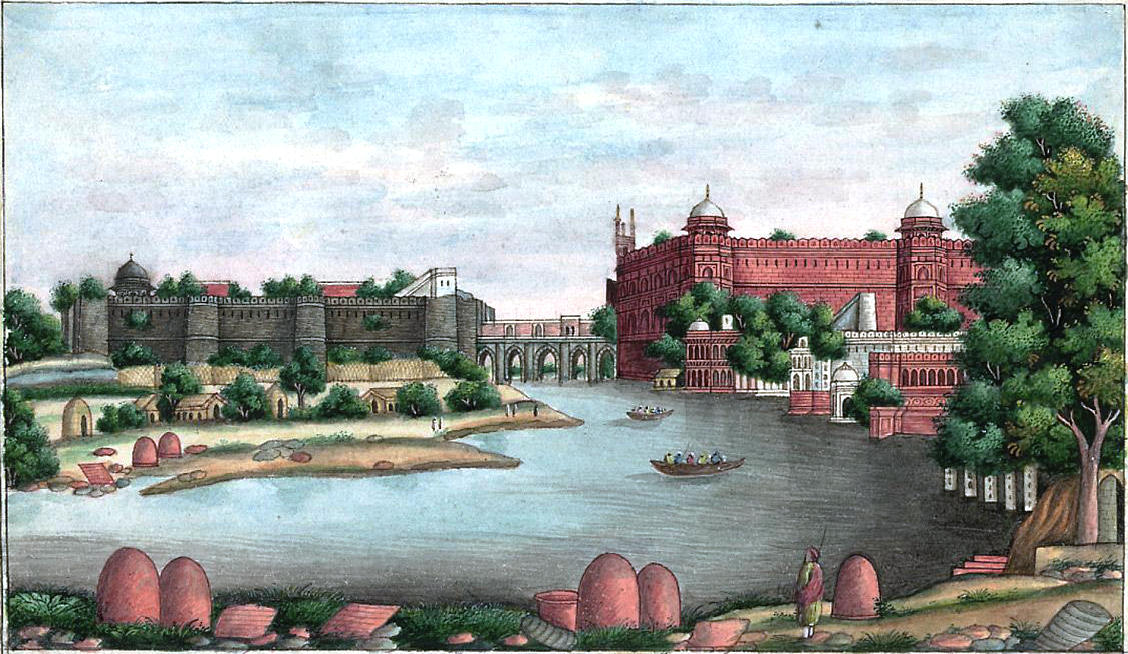
Форт Салимгарх (слева) и Красный форт, разделённые рекой Джамна. 1843 год.

Форт Салимгарх (англ. Salimgarh Fort, хинди सलिमगर खिला — «форт Салима») — крепость в Дели, построенная в 1546 году, на бывшем острове на реке Джамна, по приказу султана Салима Шаха Сури, сына Шера Шаха Сури. Власть династии Сури продолжалась до 1555 года, когда могольский император Хумаюн отбил город у султана Сикандар-шаха Сури, последнего правителя династии. Во время могольского господства, до завершения строительства Красного форта в 1639 году, в Салимгархе часто останавливались могольские императоры. Позже император Аурангзеб превратил форт в тюрьму, эта функция осталась за фортом и после захвата Дели британцами.
Сейчас форт является частью комплекса Красного форта и вместе с ним занесен в список Всемирного наследия. Также он находится под охраной Археологического надзора Индии (ASl).